# Taiping (köping i Kina, Jiangsu)
Taiping (kinesiska: 太平, 太平镇) är en köping i Kina. Den ligger i provinsen Jiangsu, i den östra delen av landet, omkring 160 kilometer norr om provinshuvudstaden Nanjing. Antalet invånare är 27943. Befolkningen består av 13 849 kvinnor och 14 094 män. Barn under 15 år utgör 21,0 %, vuxna 15-64 år 66 %, och äldre över 65 år 12,0 %. Taiping ligger vid sjöarna  Hongze Hu och Chengzi Hu.
Genomsnittlig årsnederbörd är 1 270 millimeter. Den regnigaste månaden är juli, med i genomsnitt 280 mm nederbörd, och den torraste är januari, med 23 mm nederbörd.